# 海景画

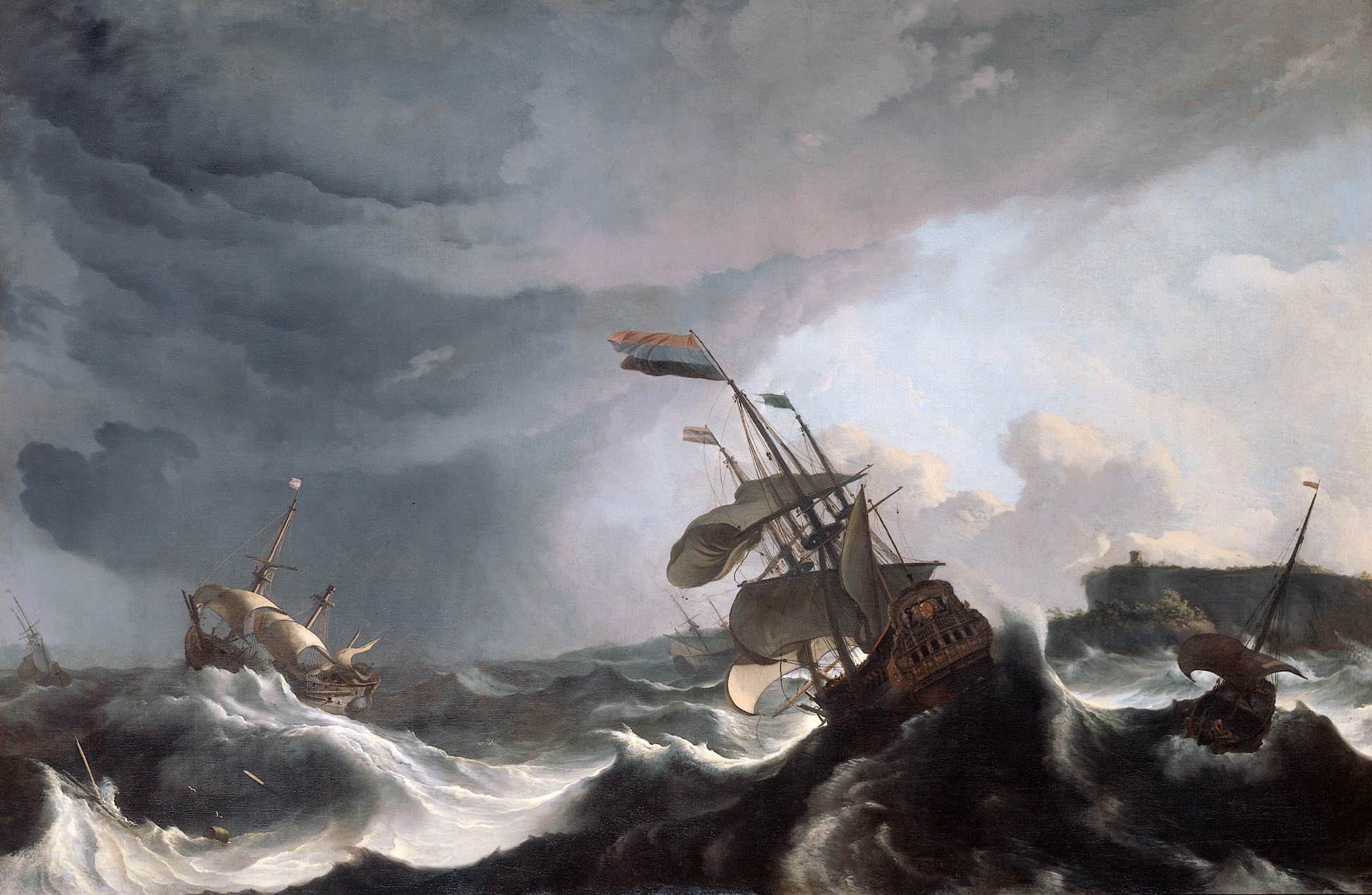
海景画の例、ルドルフ・バックホイゼン作『嵐の中の船』(1667)

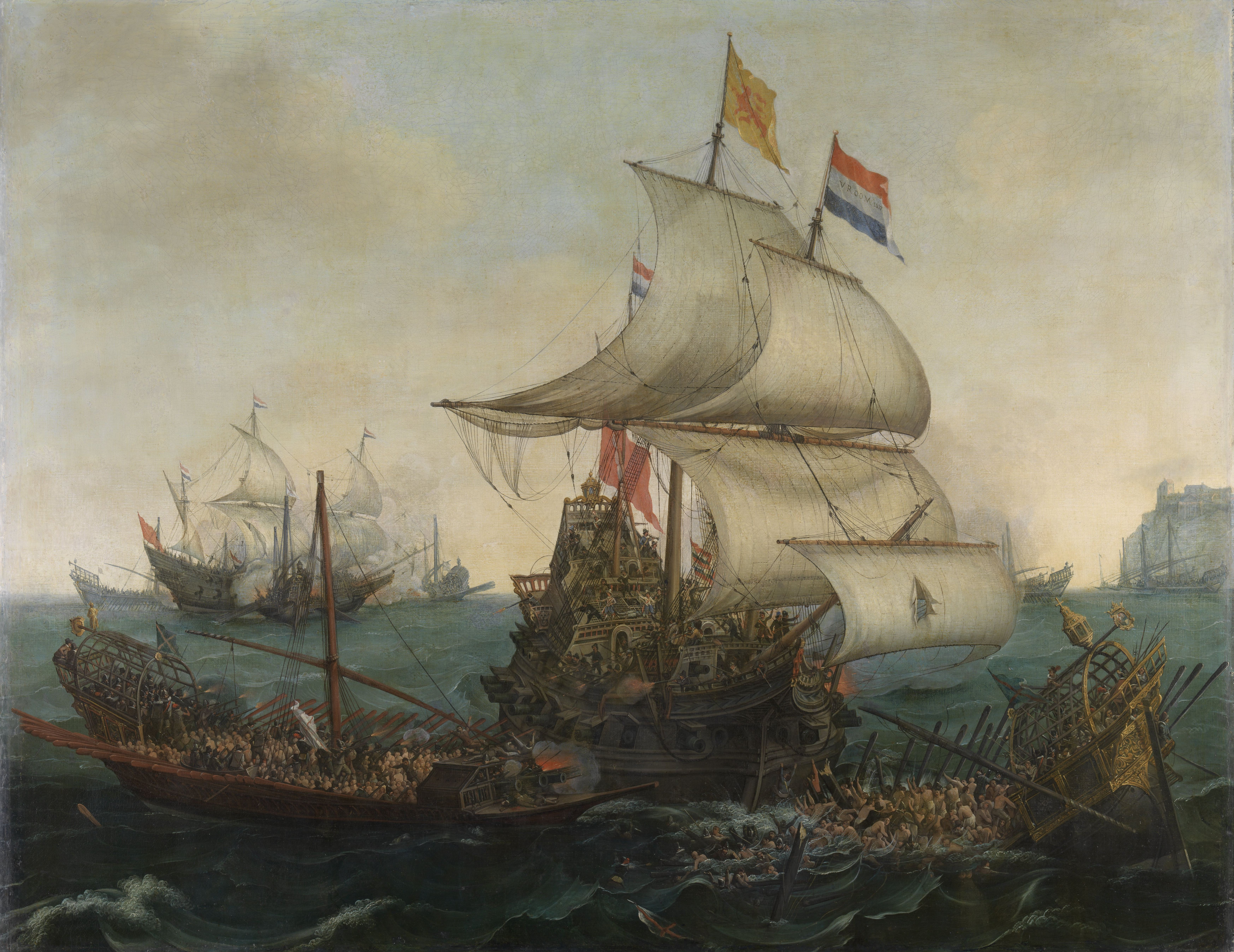
ヘンドリック・コルネリスゾーン・フロームが描いた八十年戦争において、スペインのガレー船を攻撃するオランダ船を描いた海景画

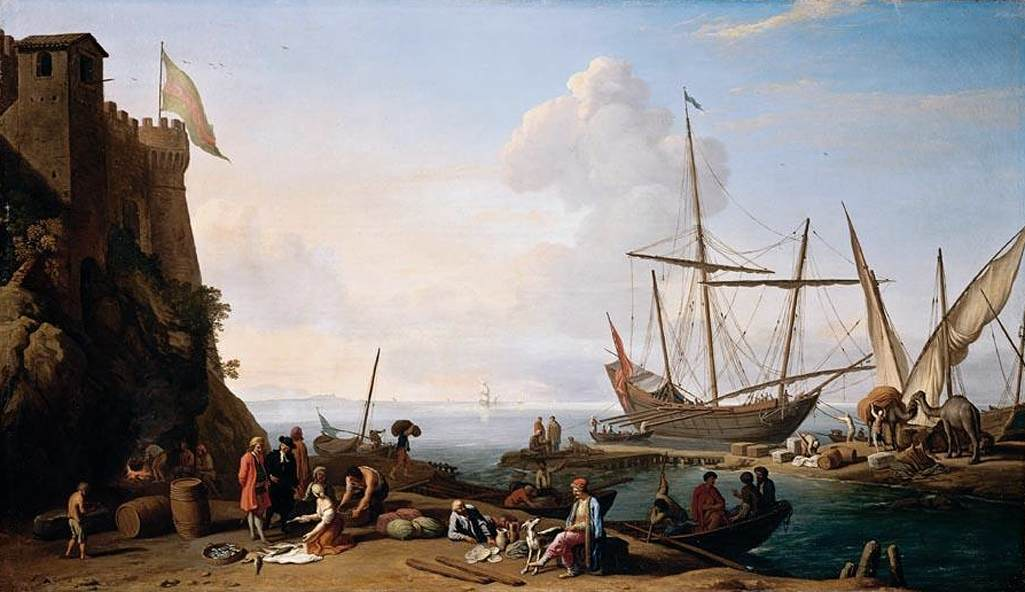
アドリアン・マングラール作、地中海の港の風景

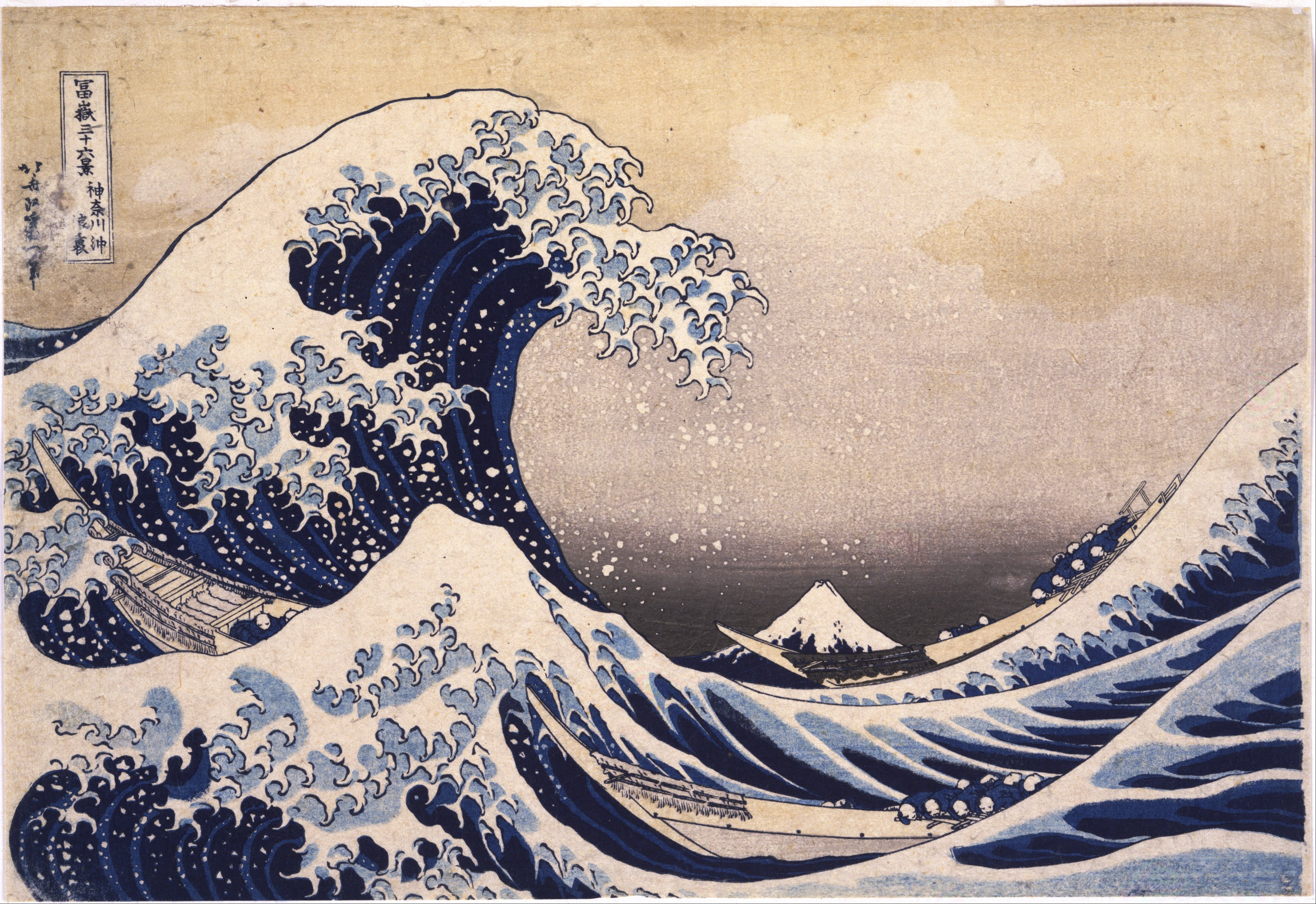
葛飾北斎による「神奈川沖浪裏」

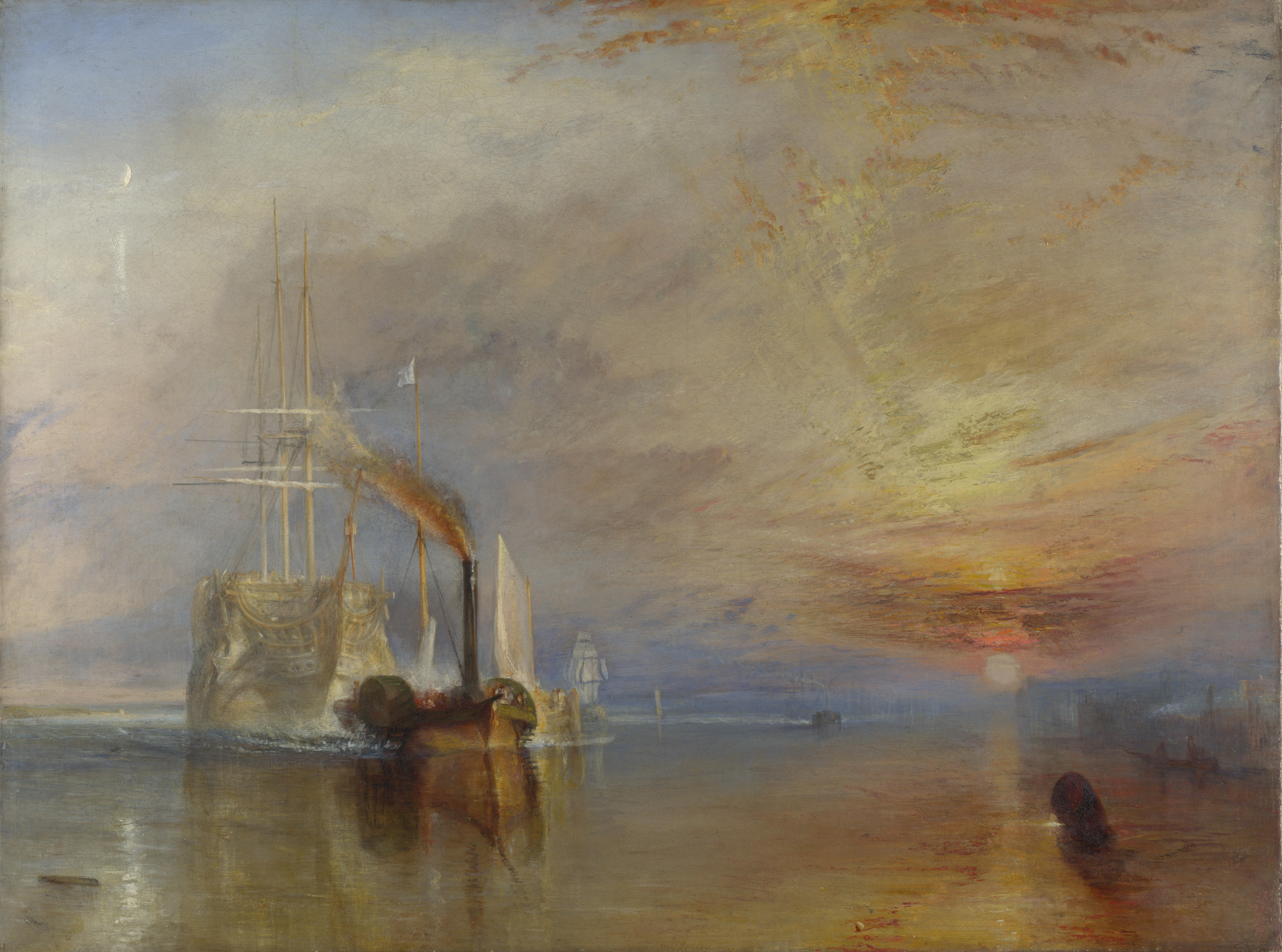
ジョゼフ・マロード・ウィリアム・ターナー作『戦艦テメレール号』(1839)

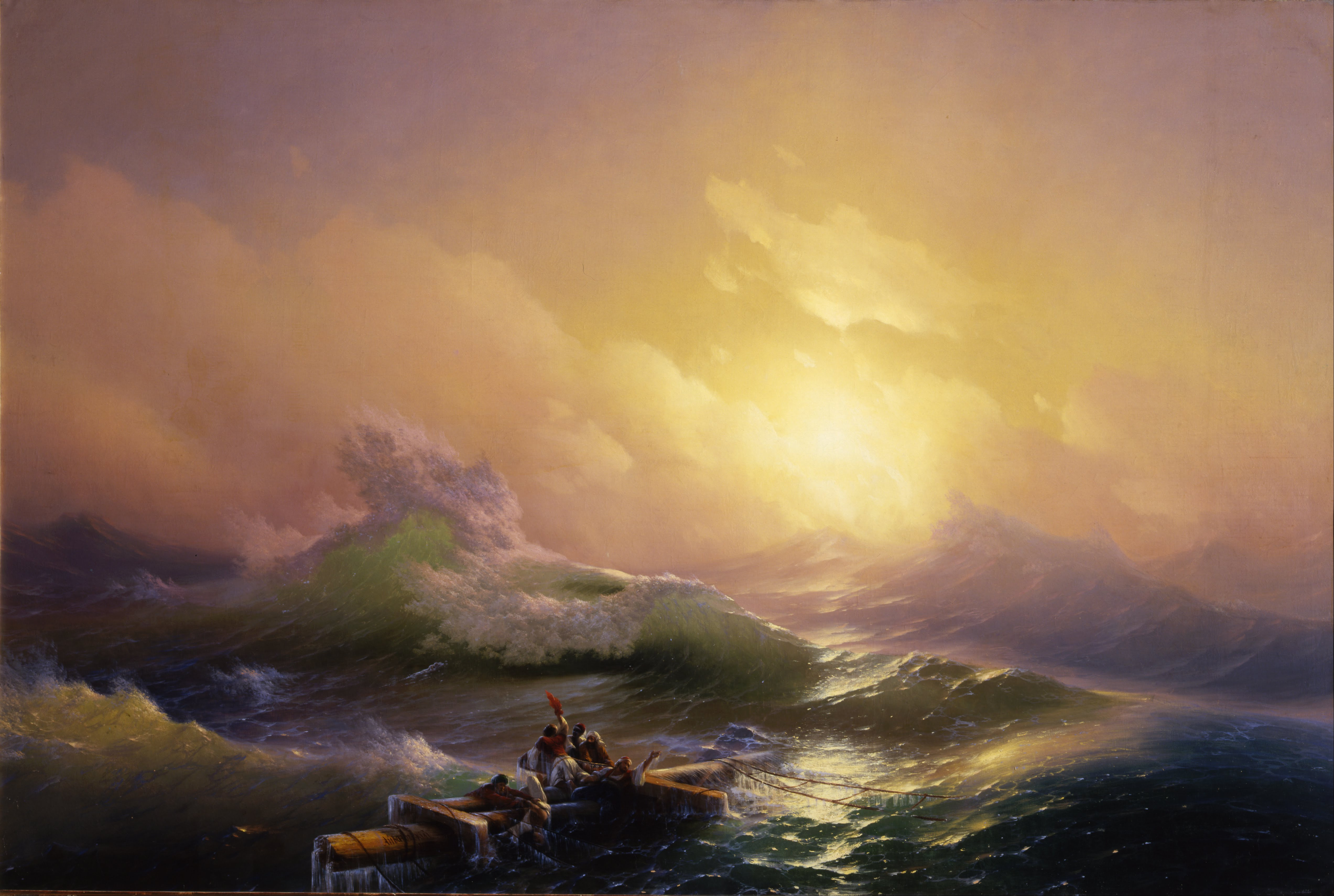
イヴァン・アイヴァゾフスキー作『第九の波』(1850)

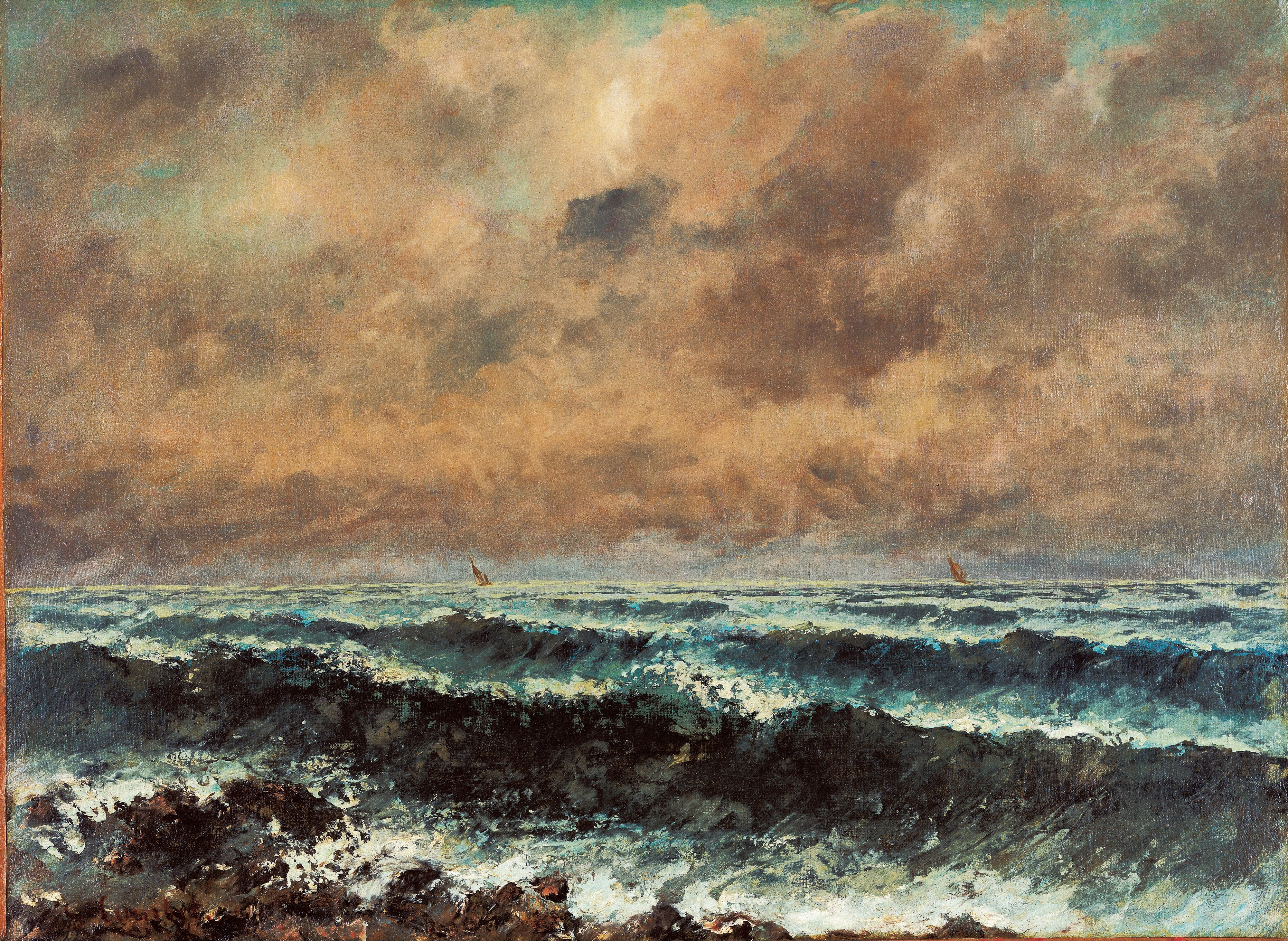
ギュスターヴ・クールベ作『秋の海』(1867)

ウィンスロー・ホーマー作『風が強まる』(1873-1876)

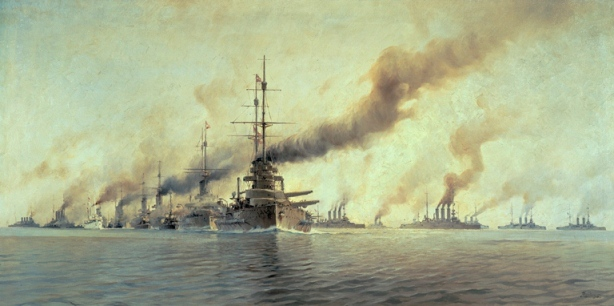
アウグスト・フォン・ランベルクが描いたアドリア海を進むオーストリア海軍艦隊

海景画（かいけいが）は、風景画の一種で、海を主題として描いた絵画をいう。

## 概要
海景画にはほとんどの場合、海に関係する船舶や波浪などが描かれていることが多い。
歴史的に見ると、こうした海を題材とした絵は古くから描かれてはいたが、そもそも海景画の原点である風景画が本格的に登場したのはルネサンス期になってからであり、海景画といえる絵画が本格的となったのはオランダ黄金時代からである。実質的に風景画から分離して海景画となり、17世紀から19世紀にかけて多くの画家によって描かれた。特にネーデルラント連邦共和国などにおいて、海景画というジャンルは、外国との貿易や海軍力の重要性を反映する役割も果たしたため、オランダ黄金時代の絵画における主要なジャンルの1つであった。
日本では、葛飾北斎による浮世絵「神奈川沖浪裏」などが、海景画の代表的な例といえるだろう。

## 海景画を描いた画家
- ヘンドリック・コルネリスゾーン・フローム(1563-1640)オランダ
- ヤン・ポルセリス(c.1582-1632)オランダ
- アンドリース・ファン・エールトフェルト(1590-1652)フランドル
- ヤン・ファン・ホーイェン(c.1595-1656)オランダ
- シモン・デ・フリーヘル(c.1601-1653)オランダ
- サロモン・ファン・ロイスダール(1602-1670)オランダ
- ガスパール・ファン・エイク(1613-before1674)フランドル
- ボナヴェントゥーラ・ペーテルス(1614-1652)フランドル
- アラールト・ファン・エーフェルディンヘン(1621-1675)オランダ
- レイニール・ノームス(c.1623-1664)オランダ
- ヤン・ファン・デ・カペレ(1626-1679)オランダ
- ルドルフ・バックホイゼン(1630-1708)オランダ
- ウィレム・ファン・デ・フェルデ (子)(1633-1707)オランダ
- アブラハム・ストルク(1644-1708)オランダ
- ヤン・クラースゾーン・リートスホーフ(1652-1719)オランダ
- アドリアン・マングラール(1695-1760)フランス
- クロード・ジョセフ・ヴェルネ(1714-1789)フランス
- リチャード・ペイトン(1717-1791)イギリス
- ドミニク・セレス(1719/1722-1793)イギリス
- ヤコブ・フィリップ・ハッケルト(1737-1807)ドイツ
- ニコラス・ポコック(1740-1821)イギリス
- ルイ＝フィリップ・クレパン(1772-1851)フランス
- ジョゼフ・マロード・ウィリアム・ターナー(1775-1851)イギリス
- トーマス・バーチ(1779-1851)アメリカ合衆国
- クリストファー・エカスベア(1783-1853)デンマーク
- テオドール・ギュダン(1802-1880)フランス
- ウジェーヌ・イザベイ(1803-1886)フランス
- アントニオ・デ・ブルガダ(1804-1863)スペイン
- フィッツ・ヘンリー・レーン(1804-1865)アメリカ合衆国
- アドルフ・フリードリヒ・フォルマー(1806-1875)ドイツ
- デュラン＝ブラジェ(1814-1879)フランス
- イヴァン・アイヴァゾフスキー(1817-1900)ロシア
- ルイ・ル・ブルトン(1818-1866)フランス
- アントン・メルビュー(1818-1875)デンマーク
- カール・フレデリク・セレンセン(1818-1879)デンマーク
- ギュスターヴ・クールベ(1819-1877)フランス
- イメーヌエル・ラースン(1823-1859)デンマーク
- ハンス・ギューデ(1825-1902)ノルウェー
- マルクス・ラーション(1825-1864)スウェーデン
- エドワード・モラン(1829-1901)アメリカ合衆国
- ヘンドリック・ウィレム・メスダフ(1831-1915)オランダ
- マウリッツ・デ・ハース(1832-1895)オランダ
- ウィリアム・マクタガート(1835-1910)イギリス
- エドゥアルド・デ・マルティーノ(1836-1912)イタリア
- ウィンスロー・ホーマー(1836-1910)アメリカ合衆国
- コンスタンティノス・ボラナキス(c.1837-1907)ギリシャ
- チャールズ・ネーピア・ヘミー(1841-1917)イギリス
- トーマス・ソマスケールズ(1842-1927)イギリス
- フレデリク・モンテナール(1849-1926)フランス
- ウィリアム・ライオネル・ワイリー(1851-1931)イギリス
- フリッツ・シュトルテンベルク(1855-1921)ドイツ
- カール・ロシャー(1851-1915)デンマーク
- ジョアン・バス(1859-1931)ポルトガル
- フランソワ・ナルディ(1861-1936)フランス
- ジョヴァンニ・バッティスタ・カスタニェート(1851-1900)ブラジル
- アウグスト・フォン・ランベルク(1866-1947)オーストリア
- アレクサンダー・キルヒャー(1867-1939)ドイツ